# Netrosoma nigropleura
Netrosoma nigropleura är en insektsart som beskrevs av Scudder, S.H. 1897. Netrosoma nigropleura ingår i släktet Netrosoma och familjen gräshoppor. Inga underarter finns listade i Catalogue of Life.